# (159367) 1977 OX
1977 أو أكس (ويعرف أيضًا باسم (159367) 1977 أو أكس وفق تسمية الكوكب الصغير) (بالإنجليزية: 1977 OX)‏ هو كويكب ضمن حزام الكويكبات؛ وترتيبه 159367 من حيث الاكتشاف.
اكتُشف هذا الجُرم الفلكي بواسطة روبرت إتش ماكنوت في 22 يوليو 1977.

## وصلات خارجية
- (159367) 1977 OX في قاعدة بيانات مختبر الدفع النفاث لأجرام النظام الشمسي الصغيرة

- الاكتشاف · مخطط المدار ·  العناصر المدارية · المعلمات المادية

- (159367) 1977 OX على موقع ويكي سكاي: DSS2, SDSS, GALEX, IRAS, Hydrogen α, X-Ray, Astrophoto, Sky Map, Articles and images